# Pleš
Pleš (em húngaro: Fülekpilis) é um município da Eslováquia, situado no distrito de Lučenec, na região de Banská Bystrica. Tem 9,78 km² de área e sua população em 2018 foi estimada em 180 habitantes.

## Demografia
| Ano:        | 1994 | 2004   | 2014   | 2024    |
| ----------- | ---- | ------ | ------ | ------- |
| Broj ljudi: | 223  | 235    | 223    | 185     |
| Razlika:    |      | +5,38% | -5,10% | -17,04% |

| Ano:               | 2023 | 2024   |
| ------------------ | ---- | ------ |
| Número de pessoas: | 188  | 185    |
| Diferença:         |      | -1,59% |